# Viper GTS
Viper GTS es un anime hentai OVA de tres episodios que está basado en un popular videojuego Hentai.

## Sinopsis
El argumento de la serie se centra alrededor de tres súcubos llamados Karera, Mercedes y Rati, quienes son invocadas a la Tierra para capturar almas que luego utilizan para fabricar gemas brillantes.
El encargado de realizar la conversión de almas en gemas es el demonio superior, en este caso Alphina.
La historia comienza con Ogawa, un chico que tiene una dolorosa pinta de nerd, quien utiliza un texto antiguo para invocar a un demonio -pretendiendo que le ayudará a vengarse de quienes le han maltratado-. Y cuando aparece el demonio, resulta ser Karera. Ogawa olvida completamente la razón por la cual le había invocado y a cambio tiene sexo con ella. De cualquier forma, Ogawa no está preparado para su libido hiperactiva.

## Personajes
- Carrera (Karera)

Seiyū: Yuu Asakawa (Japón), Tina Moore (Inglés)
Personaje principal de la serie, es una lujuriosa súcubo de pelo verde y piel morena, que posee un increíble apetito sexual. Ella es una de las principales captadoras de almas del infierno, principalmente porque no toma su trabajo demasiado en serio y disfruta de sus víctimas con el objetivo de quedar satisfecha. Le desagrada el hecho de que Mercedes le odie por obtener un mayor número de almas que ella, ya que le tiene mucho afecto. Tiene pechos voluptuosos, una parte trasera muy grande y está finamente sintonizada con su instinto sexual. No muestra ni el más mínimo grado de vergüenza por su conducta.
- Mercedes

Seiyū: Lainey Thomas (Inglés)
Es una súcubo pelirroja, quien es la mejor amiga y compañera de Carrera, a diferencia de ella, lleva su trabajo muy seriamente, pero suele fallar en la mayoría de las misiones que se le imponen. Al parecer, sus errores se deben principalmente a su carácter torpe y obstinado. Siente rechazo y vergüenza a tener relaciones sexuales (tal como ocurre con Ogawa), más si se trata de humillar a su querida amiga -Carrera-. Mercedes está dispuesta a burlarse de ella gustosamente.
- Rati

Seiyū: Fran Scarns (Inglés)
La tercera súcubo se caracteriza por su cabello rosa y su apariencia infantil, aun siendo una demonio adulta. Llama a Carrera su hermana mayor, aun cuando solo son compañeras de trabajo, al igual que ella suele tener éxito en la captura de almas. Es a menudo el principal blanco sexual para las perversiones de Carrera, quien se divierte jugando con ella.
- Alphina

Seiyū: Shinichiro Miki (Japón), Jake Carpenteria (Inglés)
Este íncubo de cabello rubio-albino es el jefe de Carrera, Mercedes y Rati. Por lo general, se queda en el infierno bajo la custodia de las almas robadas de la Tierra, reunidas en los cristales que las demonios obtienen para él. En caso de no encontrarse ninguna de las tres súcubos, Alphina también puede ser convocado. Cumple con las características físicas de algunos demonios, tales como su taciturnidad y el hecho de poseer dos penes. Los ángeles se refieren a él como "El Demonio Blanco", y en la serie es el único ser del infierno que muestra tener una forma diferente en combate, equipándose de una armadura demoníaca. Al parecer, en el pasado tuvo una relación con uno de los ángeles del cielo -a quien llama Ivy-, pero en la serie esto no se explica con detalle.
- Ogawa

Seiyū: Kappei Yamaguchi (Japón), Bill Tracker (Inglés)
Él es quien convoca a todos los demonios de la serie. En un principio, es un chico retraído y acomplejado por las burlas que recibía, y tras obtener un libro antiguo de magia negra, convoca demonios con el fin de vengarse de aquellos que le hacían sufrir. Sin embargo, tras conocer a Carrera parece olvidar sus motivos iniciales y centra su atención en intentar tener relaciones con ella. Desafortunadamente, al ser inactivo sexualmente, no estaba preparado para la libido de la súcubo, quien lo hizo con él hasta "quedar satisfecha". Ogawa queda en un estado tan deplorable que Carrera se siente incapaz de robarle su alma (lo cual provoca que la encierren). Después de que Carrera volvió al infierno, Ogawa intenta desesperadamente convocarla otra vez, sin embargo, debido a que Carrera estaba cumpliendo con su castigo, Mercedes aparece en su lugar. Posteriormente, es capaz de invocar la Espada de la Oscuridad.